# William Leo Hansberry
William Leo Hansberry (25 de fevereiro de 1894 – 3 de novembro de 1965) foi um estudioso americano, palestrante e pioneiro afrocentrista. Ele era o irmão mais velho do corretor de imóveis Carl Augustus Hansberry, tio da premiada dramaturga Lorraine Hansberry e bisavô da atriz Taye Hansberry.

## Vida e carreira
Hansberry nasceu em 25 de fevereiro de 1894, em Gloster, Condado de Amite, Mississippi. Ele era filho de Elden Hayes e Pauline (Bailey) Hansberry. Seu pai ensinava história na Alcorn A&amp;M em Lorman, Mississippi, mas morreu quando o jovem Hansberry tinha apenas três anos. Ele e seu irmão mais novo, Carl Augustus Hansberry, foram criados por seu padrasto, Elijah Washington.
Em 1915, ele frequentou a Universidade de Atlanta, onde foi exposto a um novo volume de ensaios sobre raça (publicado pelo Departamento de Sociologia da universidade), que exerceu uma grande influência sobre ele. Outra grande influência foi o livro "O Negro" de WEB Du Bois. Depois de comprar um exemplar do livro, ele correu para a biblioteca da escola para consultar as referências citadas no volume. Para sua consternação, Hansberry descobriu que a biblioteca de referência da Universidade de Atlanta era extremamente deficiente. Como resultado, ele deixou a Universidade de Atlanta duas semanas em seu segundo ano para se transferir para a universidade mais bem equipada que pôde encontrar e que admitia negros. Como resultado, ele começou a estudar na Universidade de Harvard em fevereiro de 1917; ele completou seus estudos de graduação lá em 1921.
Após sua graduação em Harvard, Hansberry lecionou por um ano no Straight College (agora Dillard University ) em Nova Orleans. Em setembro de 1922, Hansberry ingressou no corpo docente da Howard University, onde iniciou a Seção de Civilização Africana do Departamento de História.
Hansberry recebeu seu mestrado em Harvard em 1932. Trabalhos adicionais de pós-graduação foram realizados na Universidade de Chicago, na Universidade de Oxford e na Universidade do Cairo. Seu conhecimento de estudos africanos era tão vasto que ele não conseguiu obter um Ph.D. porque não havia nenhuma escola com professores qualificados para orientar sua dissertação.
Como professor na Howard, Hansberry ministrou cursos sobre civilizações e culturas africanas. Em meados da década de 1930, ele foi reconhecido internacionalmente por seus pares como um estudioso de destaque em seu campo. Entre seus alunos estavam dois futuros líderes africanos. Um deles era o futuro revolucionário ganense, Kwame Nkrumah. Nkrumah mais tarde se tornaria o primeiro primeiro-ministro e presidente de Gana. O outro foi Nnamdi Azikiwe, que estudou antropologia com ele de 1928 a 1929 e escreveu um elogio para ele. Azikiwe se tornaria o primeiro presidente da Nigéria. Em 1961, o então governador-geral da Nigéria, Azikiwe, considerou o trabalho de Hansberry tão importante que se ofereceu para subscrever a publicação de sua obra principal, The Rise and Decline of the Ethiopian Empire.
Embora os cursos de Hansberry fossem muito populares entre os alunos, dois ilustres membros do corpo docente acusaram Hansberry de ensinar assuntos sem pesquisa adequada para apoiá-los. Com o programa e seu trabalho em jogo, Hansberry apresentou ao Conselho de Administração uma documentação detalhada de sua pesquisa. Enquanto ele conseguiu salvar o programa de estudos africanos, o financiamento de pesquisa de Hansberry foi cortado e ele não receberia posse até 1938.
Apesar da extensa pesquisa que realizou ao longo de sua vida, Hansberry relutou muito em publicar seu trabalho. James Williams, um de seus ex-alunos e mais tarde professor sênior de história africana em Howard, lembrou em 1972 que, quando seus alunos insistiam na publicação de seu trabalho, Hansberry sorria, mas sempre respondia com firmeza: "Ainda não estou pronto". Hansberry se aposentou de Howard em junho de 1959.
Ele se casou com Myrtle Kelso (24 de setembro de 1908 — maio de 1980) de Meridian, Lauderdale County, Mississippi, em 22 de junho de 1937, em Chicago. Ela é filha de Wiley e Mamie Kelso. Dessa união nasceram dois filhos:
- Gail Adelle Hansberry[3]
- Murta Kay Hansberry[3]

Enquanto visitava parentes em Chicago, Hansberry morreu no Hospital Billings de hemorragia cerebral em 3 de novembro de 1965.
Em 1972, ele finalmente recebeu o reconhecimento da universidade que o esnobou quando Howard nomeou uma sala de aula em sua homenagem.
William Leo Hansberry era membro da fraternidade Alpha Phi Alpha.